# Kenya Power and Lighting Company
Ne doit pas être confondu avec Kenya Electricity Generating Company ou KPLC.
Kenya Power auparavant Kenya Power and Lighting Company ou KPLC, est une limited liability company (une compagnie à responsabilité limitée) qui transporte, distribue et vend de l'électricité dans tout le Kenya.

## Localisation
Le siège se trouve Stima Plaza, Kolobot Road à Parklands, une banlieue de Nairobi.

## Activités
Kenya Power est une compagnie à capitaux majoritairement publics, cotée à la bourse de Nairobi. C'est un fournisseur d'électricité.
Outre ses activités dans l'électricité, KPLC s'est impliquée dans la production cinématographique, ainsi dans la trilogie Batman,, et propose des connexions aux entreprises de télécommunications grâce au réseau de fibres optiques qui jouxte ses lignes à haute tension et sert à gérer le réseau électrique au niveau national.

## Histoire
L'histoire de Kenya Power remonte à 1875, lorsque Barghach ben Saïd, troisième sultan de Zanzibar, se dote d'un générateur pour éclairer son palais et les rues avoisinantes. Le générateur est racheté en 1908 par Harrali Esmailjee Jeevanjee, un commerçant de Mombasa, conduisant à la création de la Mombasa Electric Power and Lighting Company dont la mission est fournir l'île en électricité. La même année, l'ingénieur Clement Hertzel obtient les droits exclusifs pour la fourniture de Nairobi en électricité. Cela conduit à la création du Nairobi Power and Lighting Syndicate.
En 1922, les deux compagnies fusionnent pour devenir une nouvelle entreprise, nommée East African Power and Lighting Company (EAP&L). L'EAP&L s'étend hors du Kenya en 1932, lorsqu'elle prend une participation importante dans la Tanganyika Electricity Supply Company Limited (actuelle TANESCO) puis obtient une licence de production et distribution d'électricité en Ouganda en 1936, renforçant ainsi sa présence en Afrique de l'Est. EAP&L quite l'Ouganda en 1948, lorsque l'Uganda Electricity Board (UEB) est institué pour s'occuper de la distribution d'électricité dans le pays.
Le 1er février 1954, la Kenya Power Company (KPC) est instituée pour construire une ligne électrique entre Nairobi et Tororo en Ouganda ; l'électricité provient du barrage des chutes d'Owen au Kenya. KPC est gérée contractuellement par EAP&L. La même année, EAP&L est introduite à la bourse de Nairobi, le Nairobi Securities Exchange, elle fait partie des premières entreprises cotées.
EAP&L quitte la Tanzanie en 1964, vendant ses parts dans la TANESCO au gouvernement Tanzanien. N'opérant désormais plus qu'au Kenya, EAP&L est renommée Kenya Power and Lighting Company Limited (KPLC) en 1983.
Kenya Power Company se sépare de KPLC en 1997 et devient la Kenya Electricity Generating Company (KenGen) et, en 2008, l'activité d'infrastructure de transport d'électricité de KPLC est transférée à la nouvelle Kenya Electricity Transmission Company (en) (KETRACO). Kenya Power and Lighting Company (KPLC) est rebaptisée Kenya Power en juin 2011.
En avril 2024, la Banque mondiale accorde un prêt de 400 millions de dollars à KPLC afin de l'aider à résorber ses importantes dettes.

## Actionnariat
Les vingt principaux actionnaires, à la date du 31 août 2015 sont listés dans le tableau suivant :
| Rang | Nom                                              | Pourcentage possédé |
| ---- | ------------------------------------------------ | ------------------- |
| 1    | Ministère des Finances du Kenya                  | 50.09               |
| 2    | Standard Chartered Nominees Limited              | 20.61               |
| 3    | KCB Nominees Limited                             | 5.72                |
| 4    | CFC Stanbic Nominees Limited                     | 2.97                |
| 5    | NIC Custodial Services Limited                   | 2.35                |
| 6    | Equity Nominees Limited                          | 1.32                |
| 7    | Co-op Custody                                    | 1.13                |
| 8    | Jubilee Insurance Company Limited                | 1.04                |
| 9    | UAP Life Association Unitlink Fund               | 0.53                |
| 10   | Old Mutual Life Assurance Company Limited        | 0.53                |
| 11   | ICEA Lion Life Assurance Limited                 | 0.49                |
| 12   | Kenindia Assurance Company Limitedd              | 5.72                |
| 13   | Alimohamed Adam                                  | 0.26                |
| 14   | Kenya Reinsurance Corporation Limited            | 0.26                |
| 15   | Phoenix of East Africa Assurance Company Limited | 0.17                |
| 16   | Natbank Trustee & Investment Services Limited    | 0.13                |
| 17   | Savitaben Velji Raichand Shah                    | 0.12                |
| 18   | Dhimantlal Samji Shah                            | 0.12                |
| 19   | Kyalo Mwangulu Kilele                            | 0.12                |
| 20   | APA Insurance Limited                            | 0.12                |
| 21   | Autres                                           | 11.57               |
|      | Total                                            | 100.00              |

Le total est légèrement différent de 100 % du fait des arrondis.

## Filiale
En 2015, Kenya Power transforme son école, la Kenya Power Training School, en  Institute of Energy Studies and Research (IESR), afin de « proposer des solutions de formation dans le secteur de l'énergie dans les domaines de la production, l'acheminement, la distribution et l'inter-connexion ». La cible principale est constituée des  pays du « corridor nord »,.